# Torre del Consiglio regionale della Campania
La torre del Consiglio regionale della Campania (o isola F13) è uno degli edifici del Centro direzionale di Napoli. Progettata da Kenzō Tange, è un grattacielo alto 115 metri.
La torre si eleva su 29 piani e ospita gli uffici del Consiglio regionale. La sua costruzione fu voluta per decongestionare i palazzi del centro storico che ospitavano gli uffici regionali. L'edificio si presenta come un parallelepipedo a pianta arcuata verso l'interno. Il prospetto interno è completamente vetrato mentre quello esterno è caratterizzato dal calcestruzzo armato delle strutture portanti.